# Gagliole
Gagliole é uma comuna italiana da região dos Marche, província de Macerata, com cerca de 670 habitantes. Estende-se por uma área de 24 km², tendo uma densidade populacional de 28 hab/km². Faz fronteira com Castelraimondo, Matelica, San Severino Marche.

## Demografia
| Variação demográfica do município entre 1861 e 2011                               |
|                                                                                   |
| Fonte: Istituto Nazionale di Statistica (ISTAT) - Elaboração gráfica da Wikipedia |